# Kedah
Kedah is een landstreek in het noorden van het koninkrijk Maleisië op het schiereiland Malakka. Tegenwoordig is het een van de dertien deelstaten van dit koninkrijk.

## Geschiedenis
Kedah werd al in de zevende eeuw vermeld door Chinese pelgrims en in de negende eeuw door Arabische handelaren. Daarmee is het de oudste vorstenstaat van het tegenwoordige koninkrijk Maleisië.
Het gebied is rijk aan oude archeologische overblijfselen, waaronder een aantal belangrijke inscripties. De oudste daarvan is een steen met boeddhistische verzen die dateert uit de tweede helft van de vierde eeuw. Er zijn ook inscripties uit de vijfde en zesde eeuw. Daarnaast is er een klein bronzen beeld van Boeddha gevonden, wat duidt op de aanwezigheid van het boeddhisme in deze landstreek.
In de elfde eeuw, maar waarschijnlijk al veel eerder was de regio onderdeel van het rijk van Shrivijaya. Volgens de Britse geleerde Philip Bowring was Kedah zelfs een van de drie belangrijkste steden van dit zeerijk. Maar in de elfde eeuw kreeg de stad te lijden van aanvallen van de Chola-koningen die hun basis hadden in Thanjavur in Zuid-India. De eerste aanval die plaatsvond in 1017 werd gevolgd door een andere in 1025 en deze aanval was niet de laatste. Kedah was toen voor Shrivijaya nog altijd zo belangrijk dat de toenmalige koning van dit rijk, Sanggramavijayotunggavarman, in de inscripties van de Chola-vorsten koning van Kedah werd genoemd.
In 1068 rustte de koning van het Chola-rijk opnieuw een militaire expeditie uit tegen Kedah, maar in dit geval stond de Chola-koning zijn collega-vorst in Shrivijaya bij in het onderdrukken van een opstand in deze provincie.
De laatste keer dat Kedah wordt genoemd is in de Nagarakretagama, een Oud-Javaans dichtwerk geschreven in 1365 in Majapahit, een groot Javaans rijk dat zijn centrum had in Trowulan in Oost-Java. Dan is Kedah onderdeel van Majapahit. Tussen 1821 en 1909 wordt de regio gecontroleerd door Siam. Bij het grensverdrag van 10 maart 1909 tussen Siam en het Verenigd Koninkrijk ging Kedah over in Britse handen.

## Geografie en demografie
Tegenwoordig is Kedah een van de dertien deelstaten van Maleisië. Kedah grenst aan de Maleisische deelstaten Perlis in het noordwesten, Penang in het zuidwesten en Perak in het zuiden. Ook grenst Kedah in het noorden aan Thailand.
De archipel Langkawi hoort ook bij Kedah. Deze eilandengroep, bestaande uit ruim 100 eilandjes, ligt op ongeveer 30 kilometer van de kust van Perlis in de Andamanse Zee.
Kedah heeft een oppervlakte van 9.400 km² en 2,1 miljoen inwoners, wat neerkomt op een bevolkingsdichtheid van 225 inwoners per vierkante kilometer.

## Bestuurlijke indeling
Kedah bevindt zich op het vasteland van Maleisië en ligt in het noorden, aan de grens met Thailand. De provinciehoofdstad van de staat is Alor Setar.
Kedah is onderverdeeld in elf districten:
- Baling
- Bandar Baharu
- Kota Setar
- Kuala Muda
- Kubang Pasu
- Kulim
- Langkawi
- Padang Terap
- Pendang
- Sik
- Yan

## Geboren in Kedah

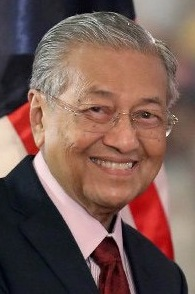
Mahathir Mohammed

- Tunku Abdul Rahman, (1903-1990), eerste premier van het onafhankelijke Maleisië (1957-1970)
- Mahathir Mohammed (1925), premier van Maleisië (1981-2003)